# Gelastorhinus tryxaloides
Gelastorhinus tryxaloides is een rechtvleugelig insect uit de familie veldsprinkhanen (Acrididae). De wetenschappelijke naam van deze soort is voor het eerst geldig gepubliceerd in 1902 door Ignacio Bolívar.
De soort komt voor in het zuiden van India. Bolívar noemde Madurai en Kodaikanal als vindplaatsen.